# Ba Provincial Free Bird Institute
Ba Provincial Free Bird Institute（バプロヴィンシャルフリーバードインスティチュート）は、フィジー共和国にある国立高校である。

## 概要
1971年に、フィジー共和国ラウトカ市にて国立高校Ba Provincial Secondary Schoolとして設立される。2010年、現在の校名Ba Provincial Free Bird Instituteに改名。2014年、2015年にフィジー共和国のラグビー全国大会にて優勝するなどラグビーの強豪校。もともと底辺校であった高校が再生するストーリーは「FREEBIRD 自由と孤独」として中央公論新社より出版されている。

## 沿革
- 1971年にラウトカ市郊外に当時英国領であったフィジー自治政府により国立高校Ba Provincial Secondary Schoolとして設立。設立当初は女子校であった。
- 2009年経営危機に陥り、当時フィジー共和国で活躍していた日本人起業家 谷口浩に経営を委託。フィジー共和国で初めて外国人を理事長に迎える。
- 2010年 校名をBa Provincial Secondary SchoolからBa Provincial Free Bird Instituteに改名。日本人留学生の受け入れを開始すると同時に、フィジー人学生へのバーター条件として「日本人留学生の面倒を見ること」を提示。フィジー人学生の学費を完全無償化。
- 2014年 ラグビー全国大会優勝
- 2015年 ラグビー全国大会連覇
- 2016年 学力においてもフィジーの高校全162校中6位に向上。
- 2017年 テレビ東京系列「世界こんなところに日本人」にて紹介。
- 2018年 高校改革のストーリーが「FREEBIRD 自由と孤独」として中央公論新社より出版。

## 関連企業
- 商号 : South Pacific Free Bird 株式会社
- 本社所在地 : 東京都新宿区市谷田町二丁目6番4号
- 設立 : 2004年3月2日
- 事業内容 : 英語エージェント、留学生のサポート、旅行業
- 代表者 : 代表取締役社長 谷口浩
- 資本金 : 6,000万円 (2019年1月1日現在)
- 株主（2019年1月1日現在）
  - 谷口浩 - 81.3%
  - 越智通勝 - 5.4%
  - 株式会社ネクシィーズ - 2.2%